# Coppa dei Caraibi femminile
La Coppa dei Caraibi femminili è disputata tra le Nazionali femminili dei Paesi affiliati alla CFU. Il primo torneo si è disputato nel 2000. Dopo una lunga pausa, la competizione è stata reintrodotta nel 2014. Campione in carica è Haiti.
Il torneo funge anche da qualificazione per la CONCACAF Women's Championship.

## Risultati
| 2000 Dettagli | Saint Lucia       | Haiti             | girone finale | Saint Lucia | Suriname | girone finale | Saint Vincent e Grenadine |
| 2014 Dettagli | Trinidad e Tobago | Trinidad e Tobago | 1 - 0         | Giamaica    | Haiti    | 5 - 1         | Martinica                 |

### Medagliere
| Pos. | Paese             | Oro | Argento | Bronzo | Totale |
| ---- | ----------------- | --- | ------- | ------ | ------ |
| 1    | Haiti             | 1   | 0       | 1      | 2      |
| 2    | Trinidad e Tobago | 1   | 0       | 0      | 1      |
| 3    | Giamaica          | 0   | 1       | 0      | 1      |
| 3    | Saint Lucia       | 0   | 1       | 0      | 1      |
| 4    | Suriname          | 0   | 0       | 1      | 1      |